# Coche continuo

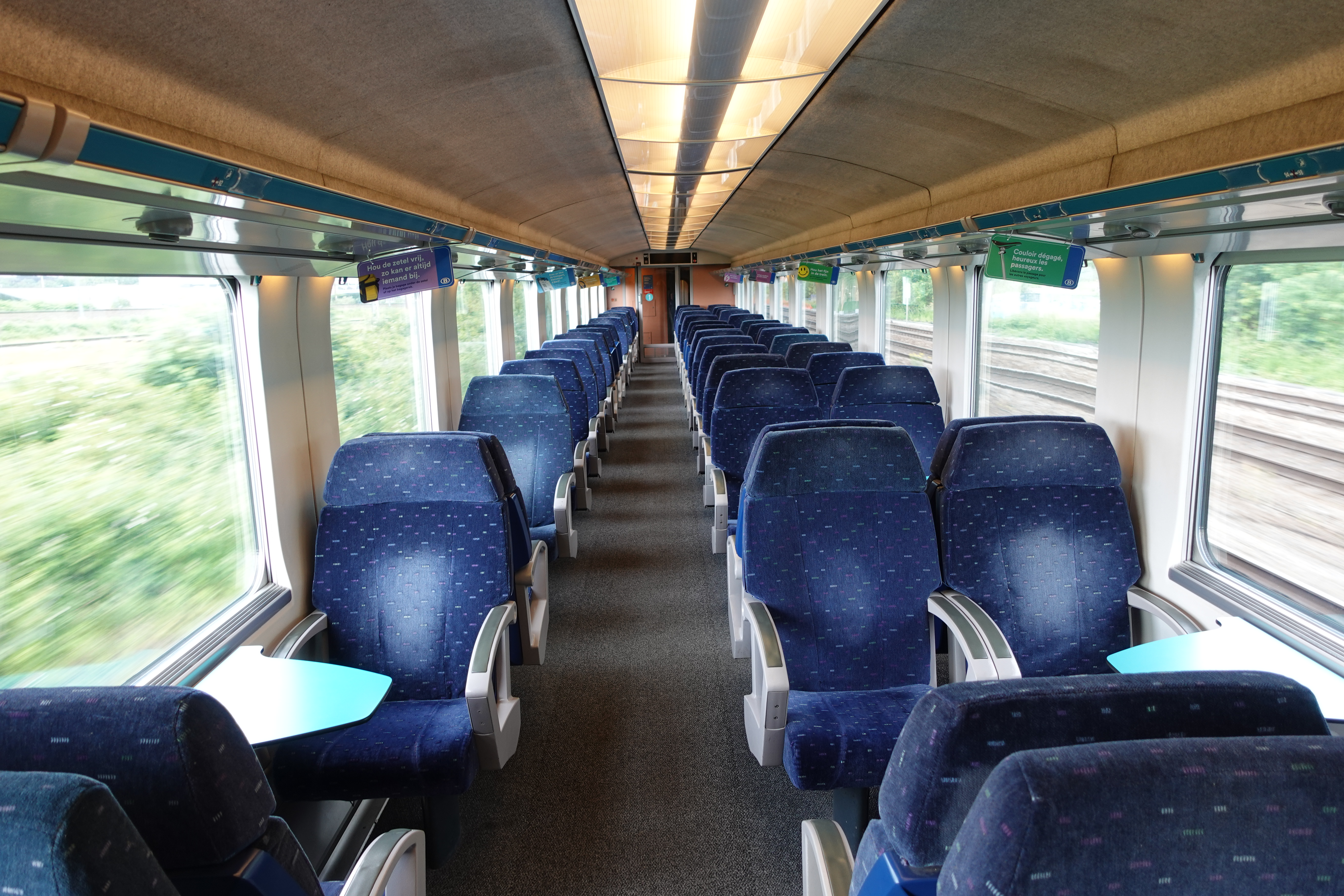
Interior de un coche continuo belga.

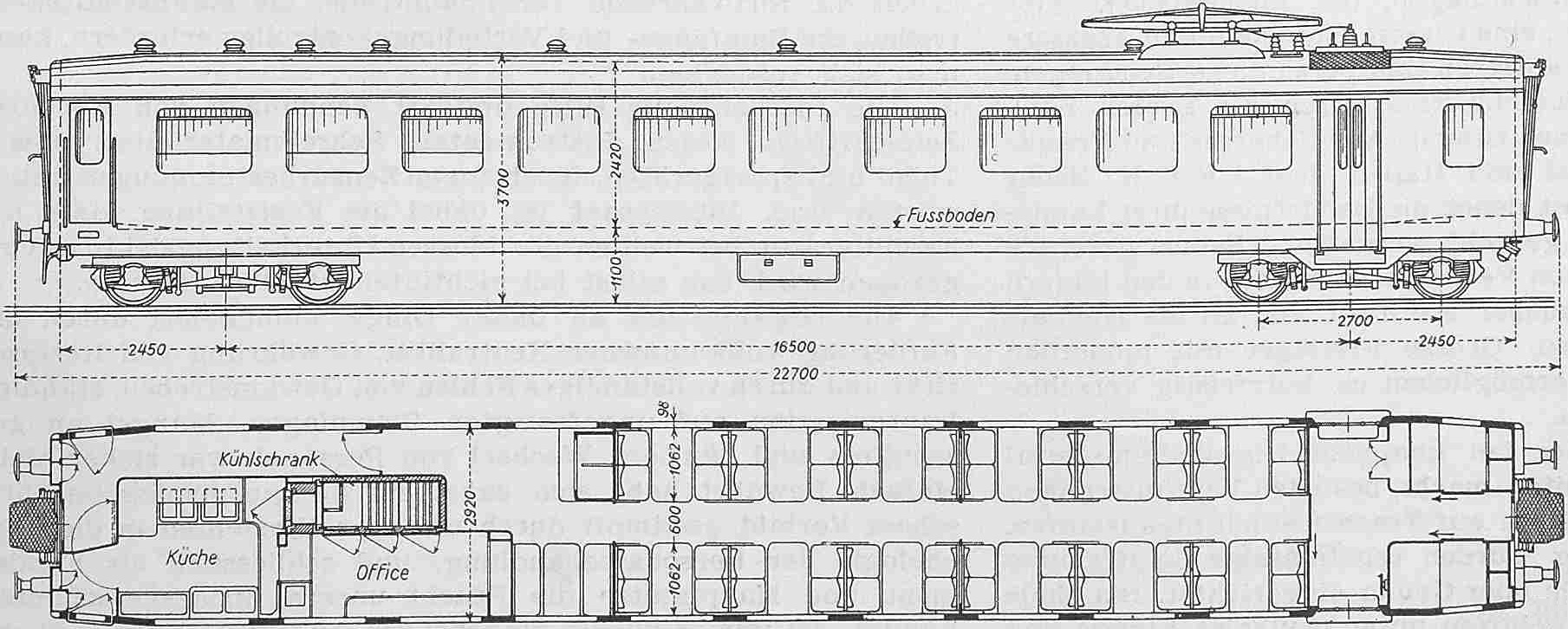
Diagrama de un coche continuo

Un coche continuo o coche abierto es un vehículo ferroviario de pasajeros que carece de compartimentos u otras divisiones en su interior y en el que los asientos están dispuestos en una o más áreas un pasillo central. Aparecieron en la primera mitad del siglo XIX en los Estados Unidos. El prototipo de su diseño fueron las cabinas de pasajeros de los vapores fluviales, que entonces estaban muy extendidos en América. Como consecuencia de su origen se les conoció originalmente en Europa como coches de pasajeros del sistema americano o coches americanos,  y la idea pronto se puso de moda en las compañías ferroviarias europeas. En un principio se utilizaron sobre todo para servicios regionales rurales, mientras que los trenes locales urbanos y los servicios de distancia local estaban dominados por los coches compartimentados. Sin embargo, varias compañías europeas, como los Ferrocarriles Reales del Estado de Württemberg y el Ferrocarril Suizo del Noreste (Schweizerische Nordostbahn), prefirieron los coches abiertos desde un principio para todo tipo de trenes.
Desde principios del siglo XX, los coches continuos se utilizaron comúnmente en los trenes locales y comenzaron a extenderse también a los servicios de larga distancia. Los trenes de alta velocidad a menudo disponen de todas sus plazas en coches continuos.
Los asientos en los coches abiertos están dispuestos en grupos uno frente al otro o uno detrás del otro (al estilo de los aviones), y en algunos casos es posible girar los asientos para orientarlos en la dirección del viaje. Los asientos uno frente al otro pueden estar provistos de mesas fijas, y los asientos dispuestos uno detrás del otro a menudo disponen de bandejas plegables en la parte posterior del asiento delantero.
Casi siempre están equipados con pasarelas entre coches. Originalmente se trataba de plataformas abiertas en los extremos del vagón, pero desde finales del siglo XIX las pasarelas suelen adoptar la configuración de un tren vestibulado, de forma que quedan protegidas mediante fuelles o conectores de goma.

## Tranvías
En los tranvías, un coche abierto es una unidad automotriz o remolcada de seis u ocho ruedas, que tiene una capacidad volumétrica especialmente alta. A diferencia de los coches con plataforma típicos anteriormente descritos, no tienen particiones con puertas entre el área de entrada y el compartimiento de pasajeros. Estos coches fueron populares en Europa central a principios de la década de 1950 y reemplazaron a los antiguos coches (principalmente de cuatro ruedas). Mientras que en Alemania Occidental, Austria y Suiza este tipo de vehículos fue rápidamente reemplazado por los tranvías articulados, en los República Democrática Alemana, los Tatra trams fueron la norma durante la década de 1960 en muchas ciudades, al igual que en los países del antiguo bloque del Este.